# Whitchurch Canonicorum
Whitchurch Canonicorum är en ort och civil parish i Storbritannien.   Den ligger i kommunen Dorset och riksdelen England, i den södra delen av landet, 210 km väster om huvudstaden London. Whitchurch Canonicorum ligger 29 meter över havet och antalet invånare är 684.
Terrängen runt Whitchurch Canonicorum är huvudsakligen platt, men åt sydväst är den kuperad. Havet är nära Whitchurch Canonicorum åt sydväst. Runt Whitchurch Canonicorum är det ganska tätbefolkat, med 86 invånare per kvadratkilometer. Närmaste större samhälle är Lyme Regis, 6,1 km sydväst om Whitchurch Canonicorum. Trakten runt Whitchurch Canonicorum består i huvudsak av gräsmarker.